# NOFX
NOFX (prononcé [noʊεfεks]) est un groupe de punk rock américain, originaire de Los Angeles,  en Californie. Il est formé en 1983 par Fat Mike, Erik  Sandin et Eric Melvin. NOFX est qualifié par la presse alternative du « groupe le plus drôle du rock and roll ». NOFX s'inspire de groupes de punk américains tels que Ramones, Misfits, Descendents, Bad Religion et Rich Kids on LSD.

## Biographie

### Origine du nom
Le nom de NOFX est inspiré, par dérision envers les noms de groupes artificiels, ampoulés et prétentieux souvent utilisés à l'époque, de celui d'un groupe éphémère de hardcore appelé Negative FX, qui n'avait enregistré qu'un seul album avant de se séparer.
Bien que trois des membres de NOFX aient été straight edge à l'adolescence, NOFX n'a jamais été un groupe straight-edge et le X du nom ne fait pas référence à ce mouvement. Une rumeur populaire veut en effet que le nom de NOFX soit une sorte d'acronyme pour « No Fucking Straight Edge ». Ni le groupe ni aucune source fiable ne confirment cette version : il n'est pas impossible que cette légende provienne du fait que NOFX se soit tôt mis à se moquer du mouvement straight edge et à faire l'apologie, réelle ou humoristique, de pratiques en opposition complète à l'éthique straight edge (consommation de drogues et d'alcool, apparente valorisation de la licence sexuelle...). Une autre version de l'origine du nom existe : NOFX serait une erreur de l'imprimeur, qui au lieu d'écrire No Effects aurait compris NOFX.

### Débuts (1984–1993)
À l'origine, Eric Melvin était le chanteur du groupe, mais ayant du mal à jouer et chanter en même temps, Fat Mike prend le relais. Cependant, Eric Melvin chante sur certaines chansons et pousse des cris bizarres (les « mell yell »). Ils réalisent leurs premiers titres sous le nom NOFX en 1984 sur Mystic Records. Il s'agit en réalité de deux EP qui ont été réunis plus tard sur un album, par Mystic, sans l'avis des musiciens.
Ils enregistrent Liberal Animation en 1988 avec Brett Gurewitz de Bad Religion. L'année suivante, le groupe signe avec Epitaph Records (label de Brett Gurewitz) et sort S&M Airlines (1989) et Ribbed en 1990 puis en 1991, NOFX subit de nombreux changements, cependant, les trois membres d'origine sont réunis et « El Hefe » s'ajoute au trio pour former un quatuor. Durant cette même année, le groupe ressort Liberal Animation sur Epitaph.

### Succès (1994–2006)

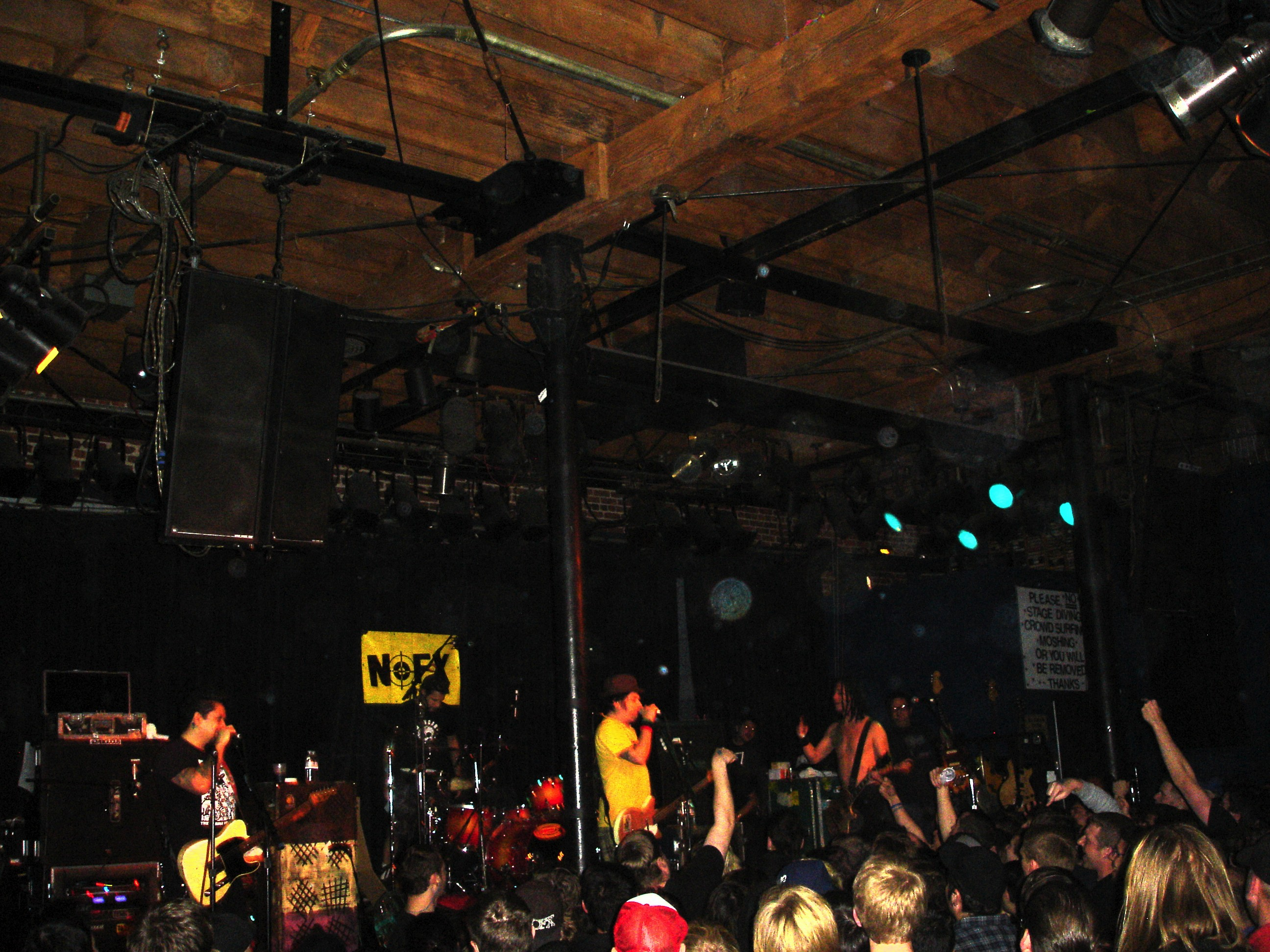
NOFX à San Francisco.

C'est en 1994, avec la sortie de Punk in Drublic, que NOFX devient populaire. Le titre de l'album (contrepèterie de Drunk in Public, « bourré en public ») reflète bien l'état d'esprit de NOFX : attitude punk, musique rapide et textes perspicaces, auréolées d'un humour festif.
L'album est sorti dans la période de renouveau punk rock du milieu des années 1990 (avec Smash de The Offspring, Dookie de Green Day, et le premier album éponyme de Weezer). À une époque où une grande majorité d'adolescents ont les yeux rivés sur la Californie et le skateboard, Punk in Drublic demeure à ce jour[Quand ?] l'album le plus vendu de NOFX. Toutefois NOFX souhaite garder son intégrité et s'attache à dénigrer MTV, contrairement aux autres groupes de « skatepunk » d'alors. Ainsi a-t-il su attirer le noyau dur des fans de punk qui trouvaient les autres groupes trop commerciaux et vendus aux grandes compagnies.

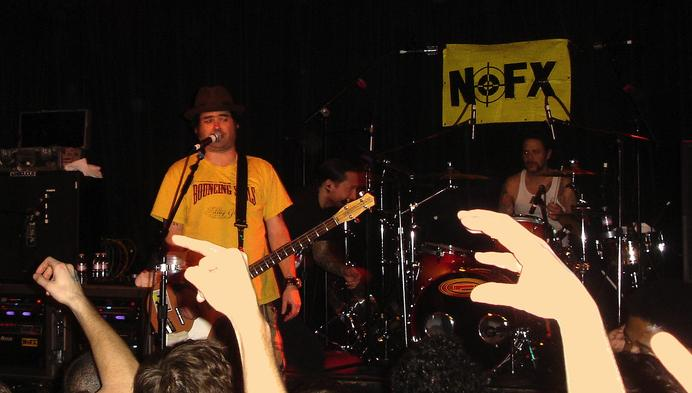
NOFX à San Francisco.

Groupe phare de toute une génération d'amateur de punk rock, la musique de NOFX dégage, au-delà de l'urgence agressive du punk, un côté potache controversé : le groupe n'hésite pas à utiliser un xylophone, un accordéon, une trompette, ou encore à faire une version punk de Champs Élysées de Joe Dassin, en français (Avec un certain accent mais on note bien les efforts de Fat Mike dans cette langue). Le caractère festif et joyeusement apolitique de NOFX a pu lui attirer les foudres d'une partie de la scène, plus radicale et engagé politiquement, qui sans rejeter en bloc le groupe, l'a bien souvent critiqué vigoureusement. En réponse à ces critiques, le groupe sort en 1999 The Decline, EP constitué d'une seule chanson d'une durée de 18 minutes et 23 secondes. 2e chanson la plus longue jamais écrite par un groupe punk (après Yes Sir, I Will par Crass), et en excluant For El Ahraihrah to Cry de Fall of Efrafa. Il s'agit d'un véritable pamphlet sur le « déclin » de la civilisation américaine dans lequel sont brocardés peine de mort, la disponibilité des armes à feu, la guerre contre la drogue, et le rêve américain ( « Don't think, drink your wine, watch the fire burn, his problems not mine, just be that model citizen »).
En 2003, ils sortent un album intitulé War on Errorism, très politisé, qui deviendra le point de départ de leur campagne anti-Bush. C'est alors que Fat Mike se met à gérer le site web Punkvoter.com, ce qui donne lieu à la sortie, sur sa propre compagnie de disques Fat Wreck Chords, de deux compilations intitulées Rock Against Bush (1 et 2). Punkvoter a par la suite organisé une tournée Rock against Bush.
NOFX a aussi sorti des EP (souvent exclusivement sur support vinyle/45 tours), comme Fuck the Kids ou The Longest Line, chez Fat Wreck Chords. En février 2005, ils forment le NOFX 7" of the Month Club. Les souscripteurs recevaient un nouvel EP chaque mois, de février 2005 à janvier 2006 (soit douze au total). Il s'agirait d'une espèce de « A year long documentation of their songwriting process »[Quoi ?]. Les 3 000 premiers inscrits au club auraient tous reçu des disques (45 tours) de couleur.

### Dernières activités (depuis 2007)

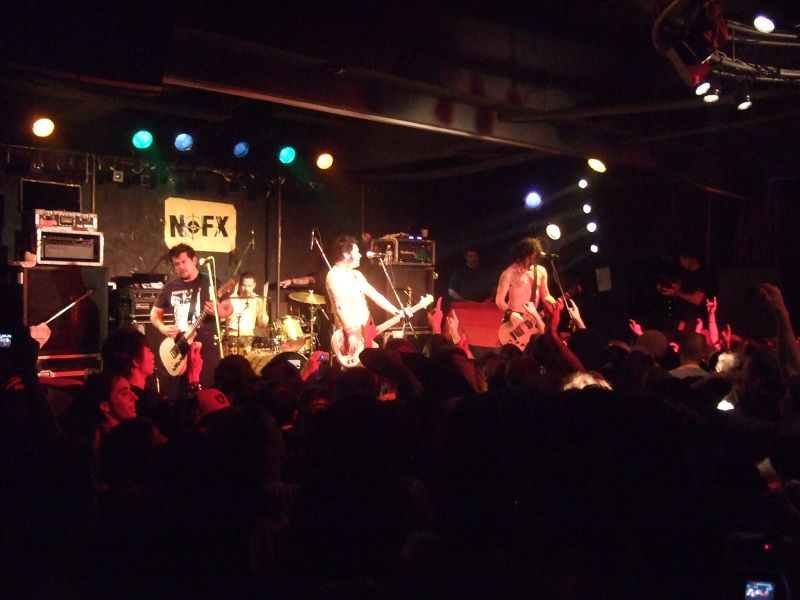
NOFX sur scène en 2007.

À la mi-mars 2006, NOFX sort Never Trust a Hippy, un EP teaser qui annonce leur prochain album, Wolves in Wolves' Clothing, sorti le 18 avril, un peu comme Regaining Unconsciousness l'avait été pour War on Errorism. En 2007, le groupe sort un opus live baptisé They've Actually Gotten Worse Live. En 2009, NOFX sort tout d'abord un DVD de sa tournée 2007-2008 nommé NOFX Backstage Passport. Peu après, en avril, le groupe sort un nouvel album de 12 titres, Coaster, peu avant d'entamer une tournée européenne et américaine.
En 2011, le groupe publie l'EP NOFX. Self Entitled est le douzième album studio du groupe de punk rock américain NOFX. Il est publié le 11 septembre 2012 sur le label Fat Wreck Chords. Il comprend 12 titres. Le dimanche 21 juin 2015, ils deviennent l'affiche du Hellfest pour les 10 ans de l'édition.
En 2016, Jeff Alulis et le groupe publient chez Da Capo Press NOFX: The Hepatitis Bathtub and Other Stories. Il s'agit d'une autobiographie constituée à partir d'entretiens. Chaque chapitre est écrit par un membre passé ou actuel du groupe. Alors que NOFX a une image de groupe à blagues, leur histoire se révèle très sombre et tumultueuse. Le 16 juin 2018, le label DIY Et mon cul c'est du tofu ? publie la traduction française, NOFX. Baignoires, hépatites et autres histoires.

## Influences
Fat Mike, qui écrit et compose la quasi-totalité des chansons du groupe, n'a jamais caché son admiration pour les pionniers de la scène Californienne tels que Bad Religion et The Descendents qui jouaient du punk très mélodique pour l'époque. Le son du groupe a graduellement évolué vers le 'son NOFX' avec ses doubles guitares et une batterie rapide et précise, et a fortement influencé des dizaines de groupes tels que Blink182.
Au niveau de leurs paroles ils utilisent beaucoup d'humour (les membres du groupe sont tous fans de l'auteur Douglas Adams), Fat Mike ne se cache pas d'être fan d'histoires pornographiques concernant des lesbiennes sadomasochistes et a écrit quelques chansons très explicites à ce sujet mais ils n'hésitent pas à aborder des sujets plus sérieux. Politiquement NOFX se situent à gauche et désirent l'interdiction des armes à feu et de la pratique du « lobbyisme » considérée par certains comme de la corruption légale. Ils prêchent la tolérance sexuelle et raciale et critiquent fortement la religion. Cependant leur engagement dans la politique partisane lors de l'élection présidentielle de 2004 (Fat Mike et Punkvoter ont ouvertement soutenu John Kerry) leur vaut l'inimitié des groupes Punks plus radicaux qui les considèrent comme des traîtres. Ainsi, Propagandhi quittera Fat Wreck Chord et leur a dédicacé un très acide Rock for a Sustainable Capitalism.

## Relation avec les médias
Le groupe se flattait dans les années 1990 ne pas faire d'interviews ni de clips vidéo. Ils ont tout de même fait parfois des exceptions, comme en 2004 où ils ont sorti un clip pour la chanson anti-Bush Franco-Unamerican et en 2006 avec la chanson Seeing Double at the Triple Rock. Le groupe a progressivement changé sa politique ; la sortie de Self-Entitled, en 2012, a vu l'apparition de plusieurs clips et d'une série d'interviews dans les médias.
En 2003, Fat Mike a également fait une entrevue pour Guitar World pour donner son point de vue sur l'expansion actuelle des groupes de pop punk critiqués dans la chanson Medio-core. Il a également donné une interview, en 2004, à Triple J, une station radio australienne.
Le site officiel du groupe contient toutefois une section questions/réponses pour les fans.
En 2008, les membres du groupe cèdent à la chaîne indépendante Fuse les droits de montage sur les vidéos qui ont été tournées lors de leur tournée mondiale de 2007, notamment dans des pays où « aucun groupe n'a jamais osé aller jouer auparavant ». Il en résultera une mini-émission de huit épisodes, sous le nom de NOFX Backstage Passeport, pour laquelle NOFX a créé le générique. Les scènes délirantes de la tournée présentent façon "télé-réalité" l'organisation parfois chaotique des concerts, la vie du groupe dans les différents pays, des extraits des concerts, ainsi que des interviews. Fuse.tv - NOFX: Backstage Passport
Dans le domaine du neuvième art, en France, NOFX est l'icône du dessinateur Larcenet.

## Thèmes
Il a été remarqué que pratiquement chaque album de NOFX comporte un thème central différent, ainsi par exemple :
- 1988 Liberal Animation : le végétarisme
- 1989 S&M Airlines et 1992 White Trash, Two Heebs and a Bean : les fêtes, la crasse et les conditions de vie médiocres du punk
- 1991 Ribbed : le sexe
- 1996 Heavy Petting Zoo : les libertés personnelles
- 1997 So Long and Thanks for All the Shoes : le mouvement punk
- 2000 Pump Up the Valuum : la drogue
- 2003 War on Errorism : la politique
- 2006 Wolves In Wolves' Clothing : la religion
- Coaster : les années 70 et 80
- Self Entitled : le terrorisme
- First Ditch Effort : les traumatismes passés et douleurs personnelles de Fat Mike (celui-ci avait d'ailleurs, avant la tournée de support à l'album, commencé à jouer certaines chansons du disque en solo en version acoustique).

## Membres

### Membres actuels
- Fat Mike - chant, basse, claviers (depuis 1983)
- Eric Melvin - guitare, accordéon, claviers, chœurs (depuis 1983)
- El Hefe - guitare, trompette, trombone (sur The Decline), chœurs (depuis 1991)
- Erik Sandin - batterie (1983-1985 puis depuis 1986)
- Karina Deniké - clavier, chant, choeurs (tournée 2015-2024)

### Anciens membres
- Scott Sellers - batterie (1985-1986)
- Scott Aldahl - batterie (1986)
- Dave Allen - chant, guitare (1986)
- Dave Casillas - guitare (1986-1989)
- Steve Kidwiller - guitare (1989-1991)

## Discographie

### Albums studio
- 1988 : Liberal Animation
- 1989 : S&M Airlines
- 1991 : Ribbed
- 1992 : White Trash, Two Heebs and a Bean
- 1994 : Punk in Drublic
- 1996 : Heavy Petting Zoo
- 1997 : So Long and Thanks for All the Shoes
- 2000 : Pump Up the Valuum
- 2003 : War on Errorism
- 2006 : Wolves in Wolves' Clothing
- 2009 : Coaster
- 2012 : Self Entitled
- 2016 : First Ditch Effort
- 2021 : Single Album
- 2022 : Double Album
- 2024 : Half Album

## Vidéos/DVD
- Ten Years of Fuckin' Up (VHS et DVD, sorti le 4 novembre 1994)
- NOFX Backstage Passport[14] (DVD, sorti le 17 mars 2009)
- The Decline NOFX Live in Montreal (DVD, sorti septembre 2012)
- NOFX Backstage Passport 2 (DVD, 2015)